# Prytanen (Korinth)
Die Prytanen aus der Familie der Bakchiaden führten nach Automenes, dem letzten König von Korinth, 90 Jahre lang die Regierungsgeschäfte. Der Prytan, der oberste Beamte, wurde gewählt und regierte jeweils für ein Jahr. 
Kypselos vertrieb schließlich die Bakchiaden und übernahm die Regierung als Tyrann.